# Junge Frau mit Katzen
Junge Frau mit Katzen ist ein 1904 entstandenes Gemälde des Malers Lovis Corinth. Es befindet sich heute in der Staatsgalerie Stuttgart. Bei der Porträtierten handelt es sich um Lovis Corinths Ehefrau, Charlotte Berend, die zu diesem Zeitpunkt 24 Jahre alt war. Die Signatur von Lovis Corinth findet sich in der rechten oberen Bildecke. 

## Bildinhalt
Charlotte Berend wurde mehrfach von Lovis Corinth porträtiert. Hier stellt er seine 23 Jahre jüngere Ehefrau in einem geblümten Kleid und einem mit Blumen geschmückten Hut dar. Das Subjekt des Bildes, die Blickrichtung und die Art, wie mit Farbe umgegangen wird, erinnert an den frühen französischen Impressionismus. Obwohl Lovis Corinth gelegentlich zu den Impressionisten gerechnet wird, ist das Porträt jedoch direkter und klarer artikuliert als ähnliche Gemälde französischer Impressionisten. Das Gemälde strahlt Intimität mit der Porträtierten aus. Jugend und Unschuld der Dargestellten wird durch die zwei jungen Katzen unterstrichen, die Charlotte Berend in ihren Händen hält. 

## Hintergrund
Charlotte Berend wurde am 25. Mai 1880 in Berlin als zweite Tochter des jüdischen Baumwollimporteurs Ernst Berend und seiner Frau Hedwig, geborene Gumpertz, geboren. Obwohl anfänglich dagegen, willigte ihr Vater auf Grund ihrer zeichnerischen Begabung in ein Kunststudium seiner Tochter ein. 1898 absolvierte sie die Prüfung für die Aufnahme an der Staatlichen Kunstschule in der Klosterstraße und studierte bei Maximilian Schäfer. Ein Jahr später besuchte sie die Schule am Kunstgewerbemuseum Berlin und führte ihre Studien bei Eva Stort und Ludwig Manzel fort.
Ab 1901 nahm Charlotte Berend als erste Schülerin Unterricht bei Lovis Corinth, der eine private „Malschule für Weiber“ gegründet hatte und dem sie ab 1902 auch regelmäßig als Modell zur Verfügung stand. Bereits im darauffolgenden Jahr, am 26. März 1903 heirateten Lovis Corinth und Charlotte Berend, wobei sie sich für den Doppelnamen Berend-Corinth entschied. 1904 (Taufdatum: 4. April 1905) kam ihr gemeinsamer Sohn Thomas Corinth auf die Welt. Die Tochter Wilhelmine Corinth folgte sechs Jahre später am 13. Juni 1909. 
Charlotte Berend-Corinth malte in einer ähnlichen Weise wie ihr Mann und wird der Berliner Secession zugerechnet. Ihre ältere Schwester ist die Schriftstellerin Alice Berend. Charlotte Berend-Corinth ist heute vorwiegend als Herausgeberin seines Werkverzeichnisses bekannt.

## Belege

### Einzelbelege
1. ↑   The Metropolitan Museum of Art, S. 72